# Оберемко, Максим Владимирович
Максим Владимирович Оберемко (укр. Максим Володимирович Оберемко; 25 января 1978, Николаев, Украинская ССР) — российский и украинский виндсёрфер. Участник 6 подряд летних Олимпийских игр (1996—2016).
Тренер — отец Оберемко Владимир Анатольевич.

## Статистика
Тренировался в Крыму. Представлял Динамо-Евпатория. Тренер — отец Оберемко Владимир Анатольевич.
| Соревнование/Год                                 | 1996 | 2000 | 2004 | 2006 | 2008 | 2011 | 2012 | 2016 |
| ------------------------------------------------ | ---- | ---- | ---- | ---- | ---- | ---- | ---- | ---- |
| Летние Олимпийские игры                          | 24   | 14   | 17   | -    | 12   | -    | 23   | 16   |
| Чемпионат мира по парусному спорту в классе RS:X | -    | -    | -    | 6    | -    | 22   | -    |      |

- 1 из победителей Ейского Кубка по виндсерфингу

После лондонской Олимпиады Максим стал единственным в истории Украины спортсменом, который выступал на всех пяти летних Олимпийских играх, в которых страна была представлена независимой командой (1996—2012).
В 2021 году работает тренером парусной школы «Крестовский остров» (Санкт-Петербург) в дисциплине парусная доска IQFoil.

## Семья
- Жена — виндсёрфер, участница 4 Олимпийских игр в составе сборной Украины Ольга Масливец.
- Дочь — Александра Оберемко.

## Государственные награды, премии и стипендии
- Стипендия Президента Украины знаменитым спортсменам и тренерам Украины с олимпийских видов спорта в размере 9 000 гривен (совместно с тренером — Оберемком Владимиром Анатольевичем) (18.01.2007)[3]